# 肖恩·漢尼提
肖恩·帕特里克·漢尼提（Sean Patrick Hannity，1961年12月30日—）是美國的一位廣播和電視節目主持人、作家、保守派政治評論員。他是福斯新聞頻道肖恩·漢尼提秀的主持人，也是三本紐約時報暢銷書的作者。他自1989年開始主持廣播節目。在2016年美國總統選舉中，他強烈支持唐納·川普。